# Młodzieżowe Indywidualne Mistrzostwa Polski na Żużlu 1986
Młodzieżowe Indywidualne Mistrzostwa Polski na Żużlu 1986 – zawody żużlowe, mające na celu wyłonienie medalistów młodzieżowych indywidualnych mistrzostw Polski w sezonie 1986. Rozegrano dwa turnieje półfinałowe oraz finał, w którym zwyciężył Ryszard Dołomisiewicz.

## Finał
- Toruń, 10 sierpnia 1986
- Sędzia: Edward Kozioł

| Msc. | Zawodnik                  | Klub         | Pkt |             |  |
| ---- | ------------------------- | ------------ | --- | ----------- |  |
| 1    | Ryszard Dołomisiewicz     | Bydgoszcz    | 14  | (3,2,3,3,3) |  |
| 2    | Piotr Świst               | Gorzów Wlkp. | 13  | (2,3,3,3,2) |  |
| 3    | Sławomir Drabik           | Częstochowa  | 12  | (3,1,2,3,3) |  |
| 4    | Dariusz Baliński          | Leszno       | 11  | (3,3,2,3,u) |  |
| 5    | Grzegorz Smoliński        | Gniezno      | 10  | (3,0,3,2,2) |  |
| 6    | Krzysztof Ziarnik         | Bydgoszcz    | 10  | (1,3,2,1,3) |  |
| 7    | Marek Molka               | Zielona Góra | 8   | (1,2,2,1,2) |  |
| 8    | Jarosław Gała             | Gorzów Wlkp. | 7   | (1,0,1,2,3) |  |
| 9    | Jarosław Szymkowiak       | Zielona Góra | 7   | (u,1,3,2,1) |  |
| 10   | Piotr Glücklich           | Bydgoszcz    | 7   | (2,2,1,1,1) |  |
| 11   | Ryszard Jasinowski        | Zielona Góra | 5   | (2,3,0,0,0) |  |
| 12   | Cezary Owiżyc             | Gorzów Wlkp. | 5   | (2,0,0,1,2) |  |
| 13   | Roman Lubera              | Rzeszów      | 4   | (0,2,1,0,1) |  |
| 14   | Jacek Gomólski            | Gniezno      | 4   | (0,1,1,2,0) |  |
| 15   | Piotr Maćkiewicz          | Toruń        | 1   | (w,w,0,0,1) |  |
| 16   | Piotr Mazurek             | Lublin       | 0   | (d,u,–,–,–) |  |
|      | rez. Krzysztof Kuczwalski | Toruń        | 0   | (w,0)       |  |
|      | rez. Dariusz Śledź        | Lublin       | 0   | (d,0)       |  |